# Municipio de West Union (Minnesota)
El municipio de West Union (en inglés, West Union Township) es un municipio del condado de Todd, Minnesota, Estados Unidos. Tiene una población estimada, a mediados de 2022, de 271 habitantes.
Abarca una zona exclusivamente rural.

## Geografía
Está ubicado en las coordenadas 45°48′43″N 95°4′38″O / 45.81194, -95.07722 (45.811832, -95.077248). Según la Oficina del Censo de los Estados Unidos, tiene una superficie total de 76.5 km², de la cual 74.5 km² corresponden a tierra firme y 2.0 km² están cubiertos de agua.

## Demografía
Según el censo de 2020, en ese momento había 264 personas residiendo en la zona. La densidad de población era de 3.5 hab./km². El 98.48 % de los habitantes eran blancos, el 0.38 % era amerindio, el 0.38 % era asiático, el 0.38 % era de otra raza y el 0.38% era de una mezcla de razas.